# Edificio de la Ilustre Municipalidad de La Serena
El edificio de la Ilustre Municipalidad de La Serena es un edificio ubicado en La Serena, Chile. Se encuentra en el Casco Histórico o Casco Fundacional de la ciudad.
A inicios del siglo XX las dependencias de la municipalidad funcionaban en una antigua casona ubicada en el lugar actual. Esta casona resultó severamente dañada el año 1936 por un incendio que se inició y destruyó también el edificio del Arzobispado, contiguo a la municipalidad. Este siniestro impulsó una antigua idea de dotar al Cabildo o Municipalidad de La Serena de un edificio amplio y digno. Es a fines de esa década que se consiguieron los fondos para reconstrucción y en 1938 se materializó dicho edificio con un estilo Neocolonial diseñado por el arquitecto Enrique Benavente, de la Dirección de Arquitectura. Este edificio junto a otros como el Arzobispado, Caja de Crédito Hipotecario, Banco Central, Estación de Ferrocarriles y el antiguo edificio de la Sociedad Agrícola inspiraron el estilo del Plan Serena, el Neocolonial, casi una década después.
Este edificio alberga, además de la Municipalidad, a la Corte de Apelaciones de La Serena, con acceso por Los Carrera.
Cabe señalar que en la fachada de la Municipalidad (calle Prat) está inserto el antiguo escudo de la ciudad, que estuvo en la entrada o puerta de La Serena, cuando fue amurallada y fortificada en 1730 para defenderse de ataques corsarios o piratas ingleses y franceses.